# 12161 Avienius
12161 Avienius (tên chỉ định: 1158 T-2) là một tiểu hành tinh vành đai chính. Nó được phát hiện bởi Cornelis Johannes van Houten, Ingrid van Houten-Groeneveld, và Tom Gehrels ở Đài thiên văn Palomar ở Quận San Diego, California, ngày 29 tháng 9 năm 1973. Nó được đặt theo tên Postumius Rufius Festus Avienius, a Roman poet of the 4th century.